# Montroydite
La montroydite è un minerale il cui nome deriva da quello di Montroyd Sharp, un proprietario della miniera di Terlingua dove è stato trovato il campione.

## Origine e giacitura
La montroydite si rinviene nei depositi di mercurio ossidati.